# Lezant
Lezant – wieś w Anglii, w Kornwalii. Leży 100 km na północny wschód od miasta Penzance i 313 km na zachód od Londynu. W 2001 miejscowość liczyła 751 mieszkańców.